# Евреи в Гонконге

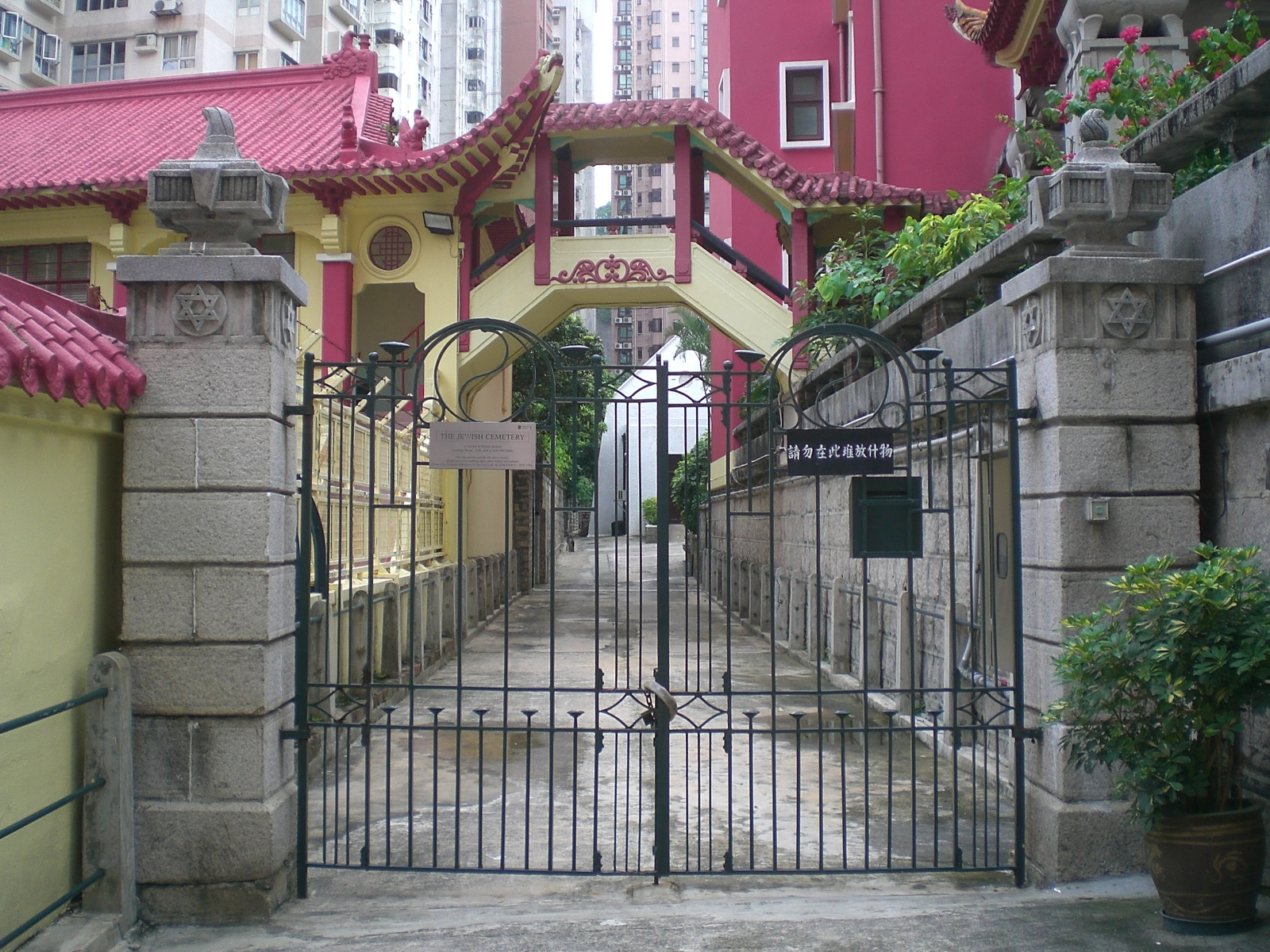
Вход на еврейское кладбище в районе Хэппи-Вэлли

Евреи — одна из старейших групп населения Гонконга, появившаяся в колонии с началом британского правления. Первые евреи прибывали в Гонконг из разных частей Британской империи как коммерсанты или колониальные чиновники. Среди первой волны особенно выделялись багдадские евреи, в том числе представители влиятельных сефардских семей Сассун и Кадури. Строительство в 1901 году синагоги Охель Леа ознаменовало собой начало полноценной религиозной жизни еврейской общины Гонконга.
Евреи никогда не составляли в Гонконге многочисленной общины (до Второй мировой войны она насчитывала лишь несколько сот человек), но многие представители диаспоры становились влиятельными персонами города. Развитие Гонконга как крупного торгово-финансового центра привлекло в город многочисленных иностранных специалистов. Сегодня большинство евреев Гонконга являются экспатами, временно работающими в офисах международных корпораций. Они являются гражданами США, Великобритании, Израиля, Австралии и Канады, лишь немногие представители еврейской общины Гонконга имеют местные паспорта.
Различные объединения еврейской общины Гонконга проводят субботние трапезы, отмечают основные иудейские праздники (Йом-Киппур, Рош Ха-Шана, Ханука, Шавуот, Песах и другие), развивают религиозные и светские образовательные программы, поддерживают туристов, новоприбывших экспатов и соседей-единоверцев по различным религиозным и бытовым вопросам, помогают старикам и следят за еврейским кладбищем. В Гонконге отсутствует ассимиляция евреев китайским большинством. Очень незначительное число гонконгских евреев владеет кантонским или путунхуа. Большинство еврейских подростков обучаются в колледжах США, Европы или Австралии.

## История

### XIX век

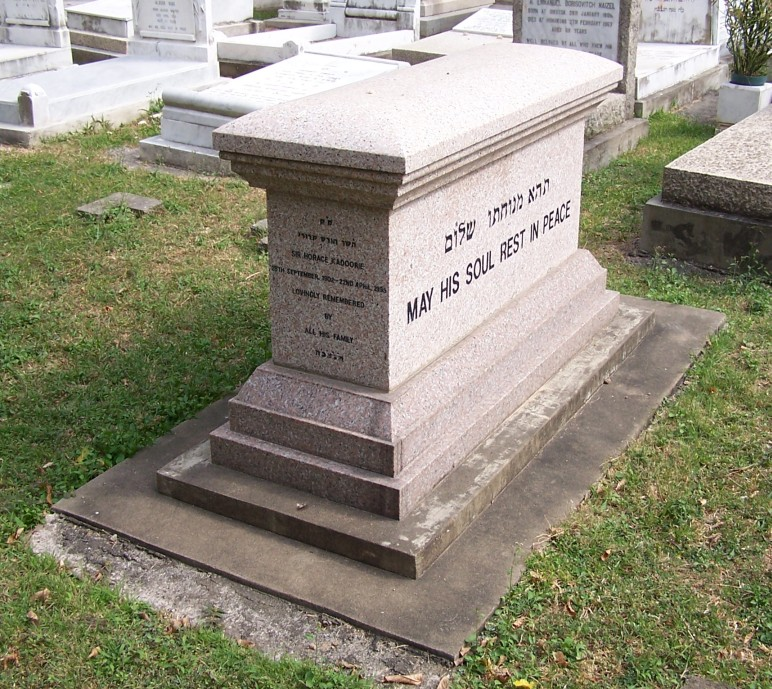
Могила Горация Кадури на еврейском кладбище в Хэппи-Вэлли

Еврейские коммерсанты из Британии, Австралии и колоний Британской империи, торговавшие опиумом, чаем и шёлком, посещали Гонконг ещё до установления здесь британского правления в 1841 году. В 1844 году сефардский коммерсант Элиас Дэвид Сассун открыл офис в Кантоне, чем обозначил интерес торгового дома David Sassoon & Co. к китайскому рынку. Постоянная еврейская община сформировалась в Гонконге в 1850-х годах. Общественная жизнь общины вращалась вокруг домов богатых сефардских семейств Сассун и Кадури, интересы которых простирались далеко за пределы колонии. Торговые фирмы Сассун и Кадури нанимали на работу в основном еврейских сотрудников, чем поощряли приток в Гонконг новых евреев из Багдада и Бомбея.
В 1855 году в районе Хэппи-Вэлли было основано еврейское кладбище. Первая синагога была открыта Сассунами в 1870 году в одном из доходных домов на Голливуд-роуд, но в 1881 году её сменила новая синагога. В 1882 году в Гонконге проживало около 60 сефардских евреев. В 1880-х годах в колонии осела волна ашкеназов из Восточной Европы (главным образом из Российской империи) и Балкан. Богатые сефарды дистанцировались от преимущественно бедных ашкеназов, две общины даже не молились вместе и хоронили умерших в разных концах еврейского кладбища. Ашкеназы были вынуждены селиться в бедных кварталах и пансионах, работать в барах и клубах с сомнительной репутацией, некоторые женщины даже промышляли проституцией.
Во второй половине XIX века наиболее влиятельной фигурой еврейской общины Гонконга был Элиас Дэвид Сассун (1820—1880), сын могущественного бомбейского коммерсанта Дэвида Сассуна (1792—1864). Он возглавлял операции торгового дома David Sassoon & Co. в Китае и Японии, контролировал поставки индийского опиума, а также грузоперевозки компании между Бомбеем, Калькуттой, Гонконгом, Кантоном, Шанхаем, Нагасаки и Иокогамой. На пожертвования Сассуна в Гонконге были построены синагога и Дом моряков — одно из первых благотворительных учреждений. В 1865 году Сассуны поддержали создание The Hongkong and Shanghai Banking Corporation, в начале 1870-х годов David Sassoon & Co. заняла первое место в сфере поставок опиума из Гонконга в Китай, обогнав своего главного конкурента — Jardine, Matheson & Co.. В октябре 1879 года компанию постигло бедствие — в порту Гонконга сгорели её угольные склады, а в марте 1880 года в Коломбо скончался Элиас Сассун.
Другим видным представителем семейства Сассун в Гонконге был Фредерик Дэвид Сассун (1853—1917). Изначально он помогал старшему брату, а после его смерти возглавил семейный бизнес в Гонконге и курировал дела на всём Дальнем Востоке. Кроме того, в 1878—1879 и 1885—1886 годах он был председателем совета директоров The Hongkong and Shanghai Banking Corporation, с 1884 по 1887 год был членом Законодательного совета Гонконга как представитель мировых судей (на этом посту его сменил Пол Чатер), возглавлял The Bank of Hindustan, China and Japan. После переезда в Великобританию был председателем David Sassoon & Co. в Лондоне и директором Imperial Bank of Persia. Кроме Фредерика, в совет директоров The Hongkong and Shanghai Banking Corporation входил и его старший брат Артур (Абрахам) Дэвид Сассун (1840—1912).
Среди других членов еврейской общины Гонконга выделялся голландский еврей Чарльз Генри Босман (1839—1892). Он был главой торгового дома Bosman and Co, совладельцем первого в городе фешенебельного Hong Kong Hotel, открывшегося в 1868 году, и директором судостроительных верфей Hong Kong and Whampoa Dock, основанных в 1863 году шотландским бизнесменом Томасом Сазерлендом. К 1869 году Чарльз Босман занимал пост консула Нидерландов в Гонконге и управлял собственной компанией по страхованию морских судов, среди клиентов которой была крупнейшая группа колонии Jardine, Matheson & Co. Позже Чарльз Босман перебрался в Великобританию, в 1888 году получил британское гражданство и в 1892 году скончался в Лондоне. К концу XIX века одним из богатейших людей Гонконга, который благодаря своему состоянию и влиянию мог соперничать с владельцами ведущих британских торговых домов колонии, являлся сын Чарльза Босмана Роберт Хотхун Босман.
Наряду с Сассунами и Босманами среди евреев Гонконга выделялся Эмануэль Рафаэль Белилиос (1837—1905). Разбогатев на оптовой торговле опиумом, Белилиос возглавлял The Hongkong Hotel Company, являлся председателем совета директоров The Hongkong and Shanghai Banking Corporation, был членом Законодательного совета Гонконга.

### Первая половина XX века

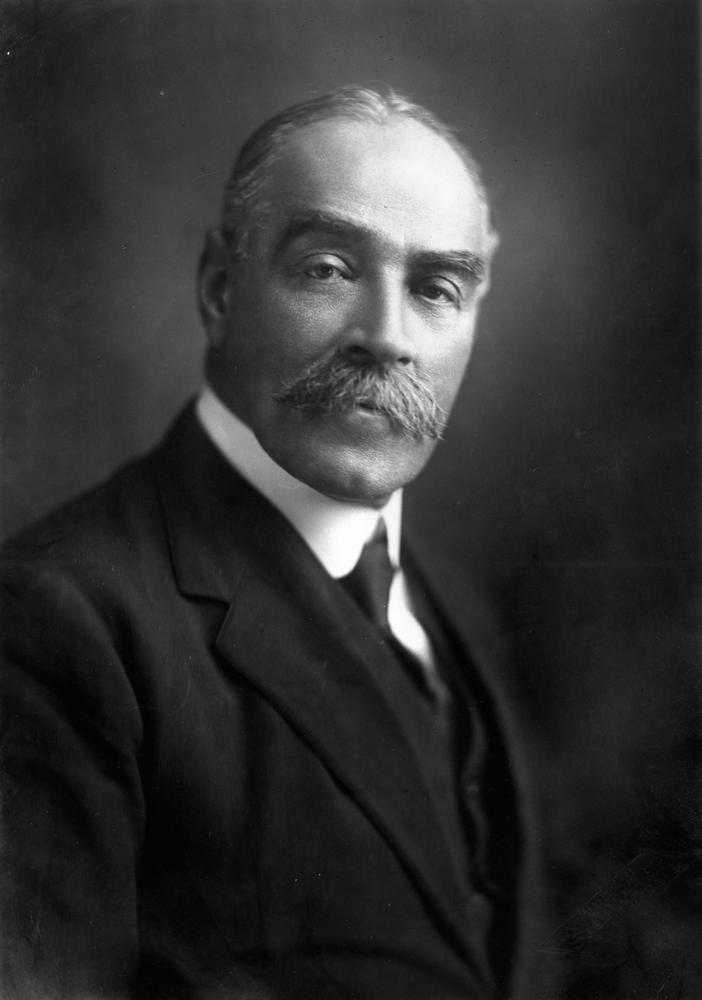
Мэттью Натан

К началу XX века в Гонконге официально проживало 165 евреев, в основном багдадских сефардов. В 1901 году на средства Джейкоба Сассуна была заложена синагога Охель Леа, а в 1905 году братья Кадури построили рядом с ней Еврейский клуб — новый центр социальной жизни общины. Расцвет еврейской общины Гонконга пришёлся на правление губернатора Мэттью Натана (1904—1907) — единственного еврейского губернатора колонии. При нём было расширено еврейское кладбище, началось строительство железной дороги между Коулуном и Кантоном и обустройство главной улицы Коулуна, названной в его честь Натан-роуд. В 1911 году еврейское население Гонконга достигло своего пика — 230 человек. С начала 1920-х до середины 1930-х годов численность еврейской общины не превышала ста человек (как и ранее, преобладали сефарды, но из-за притока беженцев из Восточной Европы баланс стал меняться в пользу ашкеназов). В этот период наблюдался отток еврейских коммерсантов в бурно развивавшийся Шанхай.
С 1937 года в Гонконг стали стекаться еврейские беженцы из Шанхая, Тяньцзиня и Харбина, спасавшиеся от тягот японской оккупации (преимущественно зажиточные евреи с британскими или американскими паспортами), а также некоторые евреи из Европы, бежавшие от нацизма. Состав новоприбывших был достаточно пёстрым, среди этой волны беженцев встречались багдадские, российские, немецкие, австрийские, польские и чешские евреи. Для их обустройства было создано Гонконгское общество еврейских беженцев.
Другая волна еврейских беженцев следовала из Европы через порты Бомбея, Сингапура и Гонконга в Шанхай, где после японской оккупации для европейцев по-прежнему не требовались визы (британские колониальные власти не позволяли еврейским беженцам сходить в своих портах). Согласно отчётам, в декабре 1938 года в Гонконге находилось 136 еврейских беженцев, хотя их учёт не всегда представлялся возможным (часть беженцев не регистрировалась, часть не имела надлежащих документов, часть через Гонконг переправлялась в другие страны, преимущественно в США и Австралию).
До нападения японцев на Пёрл-Харбор между шанхайским гетто и Гонконгом ещё существовали некоторые контакты, однако после воздушной атаки на Гавайи богатые багдадские евреи Шанхая, многие из которых имели британское подданство, были интернированы. Накануне японского вторжения в Гонконг в декабре 1941 года часть евреев успела покинуть британскую колонию. Во время японской оккупации Гонконга синагога Охель Леа использовалась под склад, Еврейский клуб был разграблен, а многие члены еврейской общины интернированы в лагерь для военнопленных, созданный на месте британского форта в Стэнли (там, к примеру, отбывали заключение Морис Абрахам Коэн и семья Элли Кадури). После войны часть местных евреев вернулась в Гонконг, в 1949 году был восстановлен разрушенный ранее Еврейский клуб.
В первой половине XX века влиятельными фигурами еврейской общины Гонконга были братья Джейкоб Элиас Сассун (1843—1916) и Эдвард Элиас Сассун (1853—1924) — сыновья Элиаса Дэвида Сассуна, финансировавшие строительство синагоги Охель Леа, а также Эдвард Шеллим (1869—1928) — сын Ребекки Сассун, которая приходилась родной сестрой Элиасу Дэвиду Сассуну. Шеллим начинал менеджером в гонконгском отделении David Sassoon & Co., затем был председателем The Hongkong and Shanghai Banking Corporation (1912—1913), директором Гонконгского трамвая, директором компаний Hongkong Land и Hong Kong and Kowloon Wharf & Godown, членом консультационных комитетов компаний China Sugar Refining, Hong Kong Fire Insurance и Canton Insurance Office. Кроме коммерческой деятельности, Шеллим занимался и общественными делами — был мировым судьёй, членом Лицензионного комитета и членом Законодательного совета Гонконга (1913—1918), входил в комитеты Генеральной торговой палаты Гонконга и Дома матросов, возглавлял финансовый комитет больницы Элис Мемориал, совет синагоги Охель Леа и совет Гонконгского университета.
С семьёй Сассун успешно конкурировала другая семья багдадских евреев — Кадури. На пике своего могущества братья Эллис (1865—1922) и Элли Кадури (1867—1944) контролировали пакеты акций энергетической China Light and Power Company, финансовой The Hongkong and Shanghai Banking Corporation, паромной компании Star Ferry, текстильных фабрик и каучуковых плантаций, а также владели обширной недвижимостью и гостиничной сетью The Hongkong Hotel Company (сегодня известна как Hongkong and Shanghai Hotels). В 1928 году Элли Кадури открыл возле Коулунского вокзала самую престижную гостиницу колонии — шестиэтажную The Peninsula.

### Вторая половина XX века

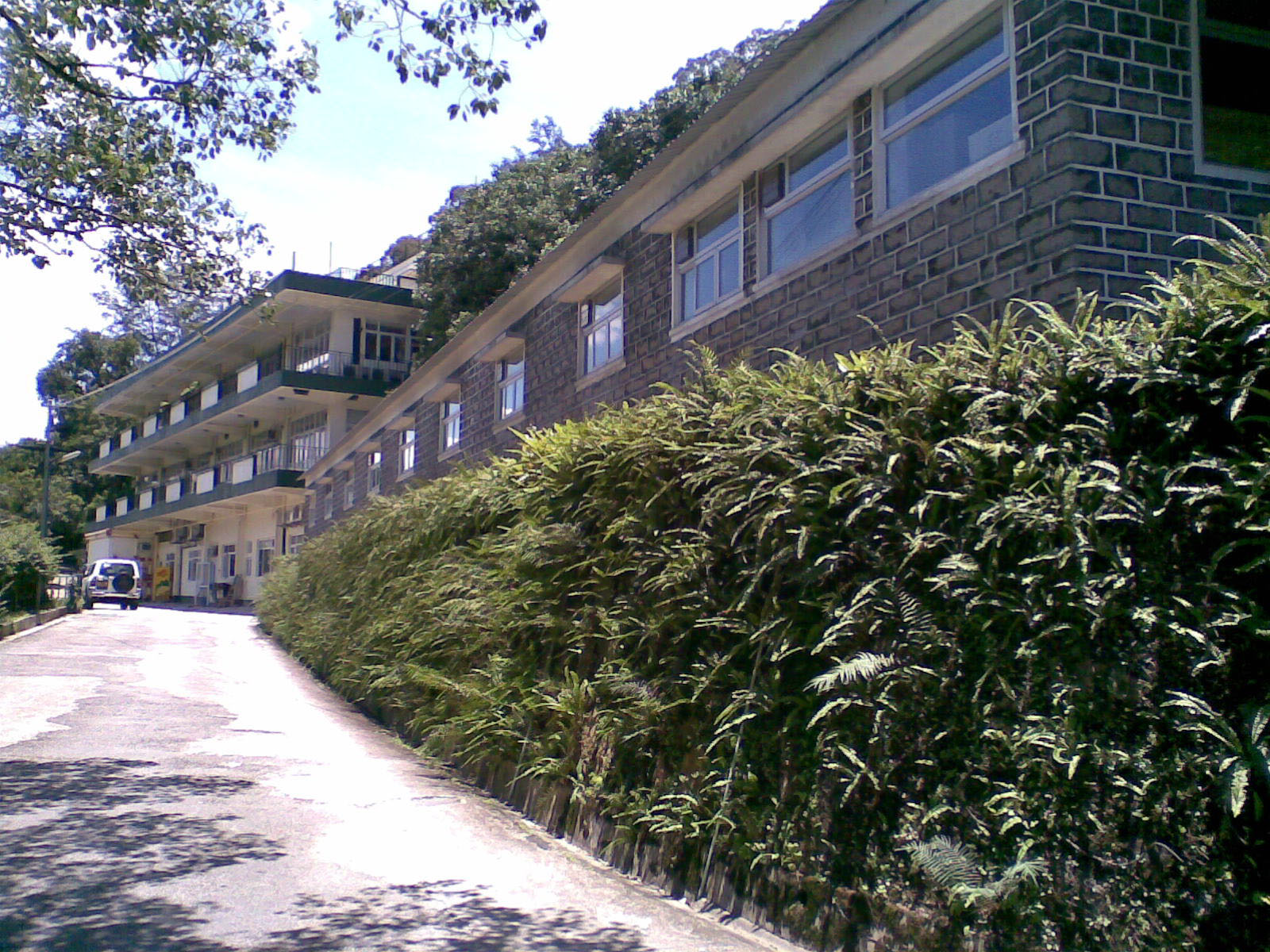
Ферма и ботанический сад Кадури

В 1951 году братья Лоуренс и Гораций Кадури основали на Новых Территориях ассоциацию помощи местным китайским крестьянам, а в 1956 году учредили экспериментальную ферму и ботанический сад, которые со временем превратились в ведущую исследовательскую организацию Гонконга в области экологии и высокопродуктивного сельского хозяйства.
В 1954 году в Гонконге насчитывалось 250 евреев (половину составляли сефарды, половину — ашкеназы), в 1959 году — около 230, в 1968 году — около 200 (130 ашкеназов и 70 сефардов). С 1958 года Израиль неофициально назначал своего почётного консула в Гонконге. В 1974 году, согласно спискам синагоги Охель Леа и Еврейского клуба, в Гонконге проживало около 450 местных евреев.
В том же 1974 году на так называемом «воровском рынке Кэт-стрит» (квартал Ласкар-Роу в районе Сёнвань) были обнаружены пять уникальных свитков Торы, принадлежавших древней еврейской общине Кайфына (сегодня они хранятся в синагоге Охель Леа). В 1984 году в Еврейском клубе было основано Еврейское историческое общество Гонконга, занявшееся изучением истории евреев в Китае. В 1985 году был официально назначен генеральный консул Израиля в Гонконге и Макао (формально Израиль установил дипломатические отношения с Китаем в 1992 году).
В конце 1980-х годов в Гонконг прибыл американский раввин Сэмюэль Джозеф, ставший первым главой Объединённой еврейской конгрегации Гонконга. Тогда у общины ещё не было своего помещения, и встречи проводились в Американском клубе или Китайском флотском клубе британского гарнизона. По состоянию на 1989 год из евреев, длительное время проживавших в Гонконге, 39 % были американцами, 27 % — британцами (включая резидентов колонии) и 17 % — израильтянами. В 1991 году была основана дневная еврейская школа «Кармель», расположившаяся в восточном крыле бывшего Британского военного госпиталя в Мид-левелс. В первой половине 1990-х в Гонконге проживало 1,5 тыс. евреев, из которых около 1 тыс. участвовали в жизни общины. Накануне передачи Гонконга КНР (1997) в колонии проживало от 2,5 до 3 тыс. евреев, две трети из которых являлись американцами и израильтянами (преимущественно бизнесмены, менеджеры международных компаний и банков, специалисты).
В 1995 году рядом с синагогой Охель Леа был построен большой Еврейский общественный центр, заменивший собой старый Еврейский клуб. В этот центр въехала Объединённая еврейская конгрегация Гонконга, после чего религиозные церемонии стали проводиться в аудитории центра, а раввин общины поселился в соседнем жилом комплексе. В октябре 1998 года синагога Охель Леа открылась после капитальной реконструкции, которая вернула ей оригинальный вид (проект реконструкции получил премию ЮНЕСКО).

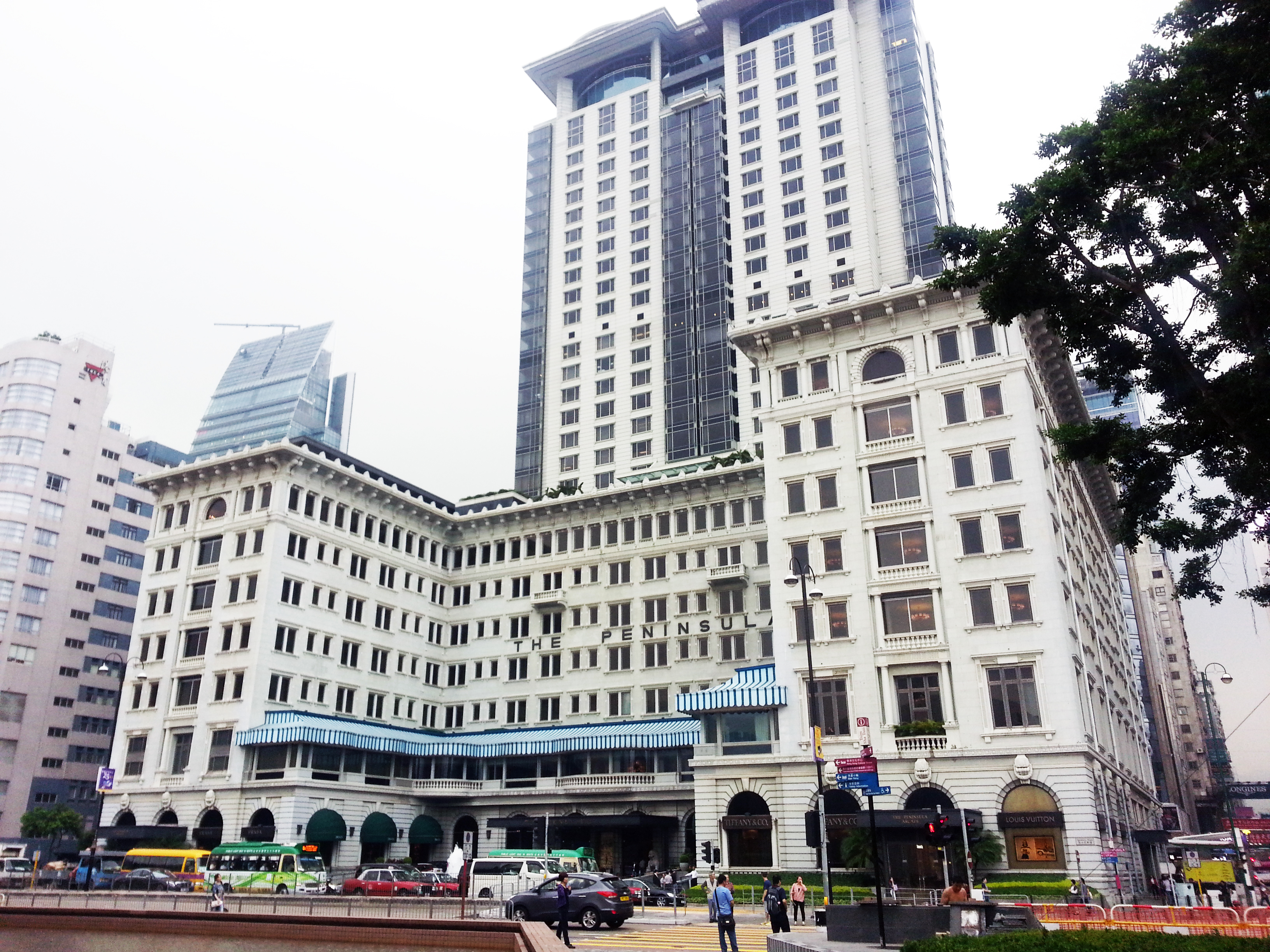
Отель The Peninsula Hong Kong — самый известный актив семьи Кадури

Во второй половине XX века самыми видными представителями еврейской общины Гонконга были братья Лоуренс (1899—1993) и Гораций Кадури (1902—1995) — сыновья Элли Кадури, партнёры в семейном бизнесе и известные филантропы. После войны они возродили компанию China Light and Power и отель The Peninsula, а также создали гостиничную группу Hongkong and Shanghai Hotels. Кроме того, братья стали акционерами текстильных предприятий, паромной компании Star Ferry и фуникулера Пик-трам, ведущего на Пик Виктории, Лоуренс входил в совет директоров The Hongkong and Shanghai Banking Corporation.
В 1950-х годах Лоуренс Кадури был членом Законодательного и Исполнительного советов Гонконга. В 1962 году Лоуренс и Гораций Кадури получили премию имени Рамона Магсайсая (азиатский аналог Нобелевской премии). В 1970 году Лоуренс Кадури получил орден Британской империи, в 1974 году был посвящён в рыцари-бакалавры, в 1981 году за свою благотворительность получил титул барона, стал пожизненным пэром и первым человеком, родившимся в Гонконге, который стал членом Палаты лордов.

## Современное положение
По состоянию на 2010 год в Гонконге проживало около 5 тыс. евреев, объединённых в семь конгрегаций (кехилла или кагал) — реформистская Объединённая еврейская конгрегация (Гонконг), хасидский Хабад с отделениями в Гонконге, Коулуне и на Лантау, сефардские ортодоксальные конгрегации Кехилат Цион (Коулун) и Шува Исраэль (Гонконг). Большинство евреев сосредоточено на острове Гонконг, где концентрируются основные объекты еврейской общественной жизни (районы Мид-левелс, Центральный и Адмиралтейство), часть — в Коулуне (районы Чимсачёй и Чимсачёй-Ист) и на Новых Территориях. Среди евреев Гонконга преобладают выходцы из Северной Америки (США и Канады), есть также выходцы из Западной Европы (Великобритании, Франции, Испании, Швейцарии), Израиля, ЮАР, Австралии и Новой Зеландии. Среди экспатов, работающих в Гонконге, много бизнесменов, менеджеров, квалифицированных специалистов, журналистов, учителей и профессоров.
Важнейший кластер, где собираются евреи Гонконга, расположен на Робинсон-роуд в районе Мид-левелс. Здесь находится построенный в 1995 году Еврейский общественный центр, в состав которого входят библиотека, китайско-еврейский архив, учебный центр, многоцелевая аудитория, крытый бассейн, спортивный зал, мясной и молочный кошерные рестораны, кафе и магазин кошерных продуктов. Прямо к центру примыкает историческая синагога Охель Леа с единственной в Гонконге миквой. Генеральное консульство Израиля расположено во второй башне офисного комплекса Admiralty Centre на улице Харкорт-роуд в районе Адмиралтейство.
Среди значимых персон еврейской общины Гонконга выделяются сын Лоуренса Кадури, миллиардер Майкл Кадури (председатель и совладелец CLP Group, Hongkong and Shanghai Hotels и авиакомпании Metrojet, член совета директоров группы CK Hutchison Holdings, принадлежащей Ли Кашину), Джеймс Мейер Сассун (исполнительный директор группы Jardine Matheson, директор компаний Hongkong Land, Dairy Farm International Holdings, Mandarin Oriental Hotel Group и Jardine Lloyd Thompson Group, председатель Китайско-британского делового совета) и Аллан Земан (ресторатор, отельер и застройщик, член совета директоров игорной группы Wynn Resorts, также известный как «отец» гонконгского квартала развлечений Ланькуайфон).

### Религиозная жизнь

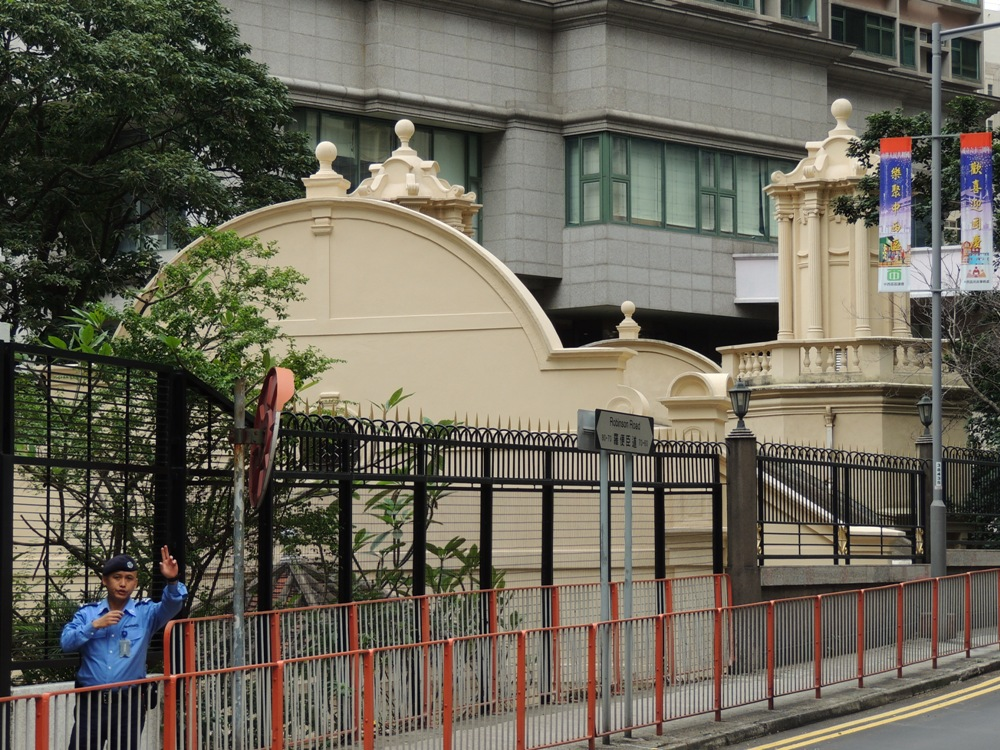
Синагога Охель Леа в районе Мид-левелс

В Гонконге имеется четыре действующие синагоги, в трёх из которых постоянно служат раввины, две еврейские школы (школа «Кармель» для маленьких детей и воскресная школа «Эзекиль Абрахам» для подростков) и еврейское кладбище в районе Хэппи-Вэлли. Главной синагогой является Охель Леа, построенная в 1901—1902 годах. Формально она относится к ортодоксальному модернизму, но её посещают сторонники и любавичского хасидизма, и реформистского иудаизма, и консервативного иудаизма.
В Еврейском общественном центре базируется Объединённая еврейская конгрегация Гонконга (англ. United Jewish Congregation of Hong Kong), объединяющая около 500 человек, которые принадлежат к неортодоксальным течениям иудаизма (реформисты, либералы и консерваторы). Со дня своего основания в 1988 году конгрегация тесно связана с базирующимся в Иерусалиме Мировым союзом прогрессивного иудаизма (англ. World Union for Progressive Judaism) и австралийским Союзом прогрессивного иудаизма.
В здании Форчун-хаус в Центральном районе расположен офис сефардской общины Шува Исраэль (англ. Shuva Israel). Она обеспечивает кошерной едой рестораны и офисы, проводит богослужения и различные практики, обучает взрослых и детей, предоставляет другие услуги жителям и туристам. Синагога, учебный зал, библиотека, ресторан и кошерная бакалея занимают два этажа в офисе общины. Кроме того, десять семей конгрегации имеют своё дошкольное учреждение и хедер в районе Покфулам.
В здании Гувер-Корт на улице Макдоннелл-роуд в районе Мид-левелс расположен гонконгский офис течения Хабад (англ. Chabad of Hong Kong), а на улице Чатем-роуд в районе Чимсачёй — коулунский офис Хабада (англ. Chabad of Kowloon), открытый в 2005 году в здании Oriental Centre. Любавичские хасиды являются активной, но обособленной общиной евреев Гонконга. Они имеют свою синагогу, свои детский сад и школу, своё направление кошерных продуктов, свою систему бронирования номеров в отелях.
В деловом комплексе Wing On Plaza в районе Чимсачёй-Ист расположен офис сефардской общины Кехилат Сион (англ. Kehilat Zion), которая объединяет более 900 человек. Синагога общины, основанная в 1995 году сирийским бизнесменом и сефардским центром Иерусалима, обслуживает верующих всего Коулуна. Духовный лидер общины Кехилат Сион является и главным раввином всей сефардской общины Гонконга. Также община управляет библиотекой и кошерным рестораном, проводит праздники, лекции и семинары, обеспечивает кошерной едой и бронирует желающим номера в отелях.

### Еврейское кладбище

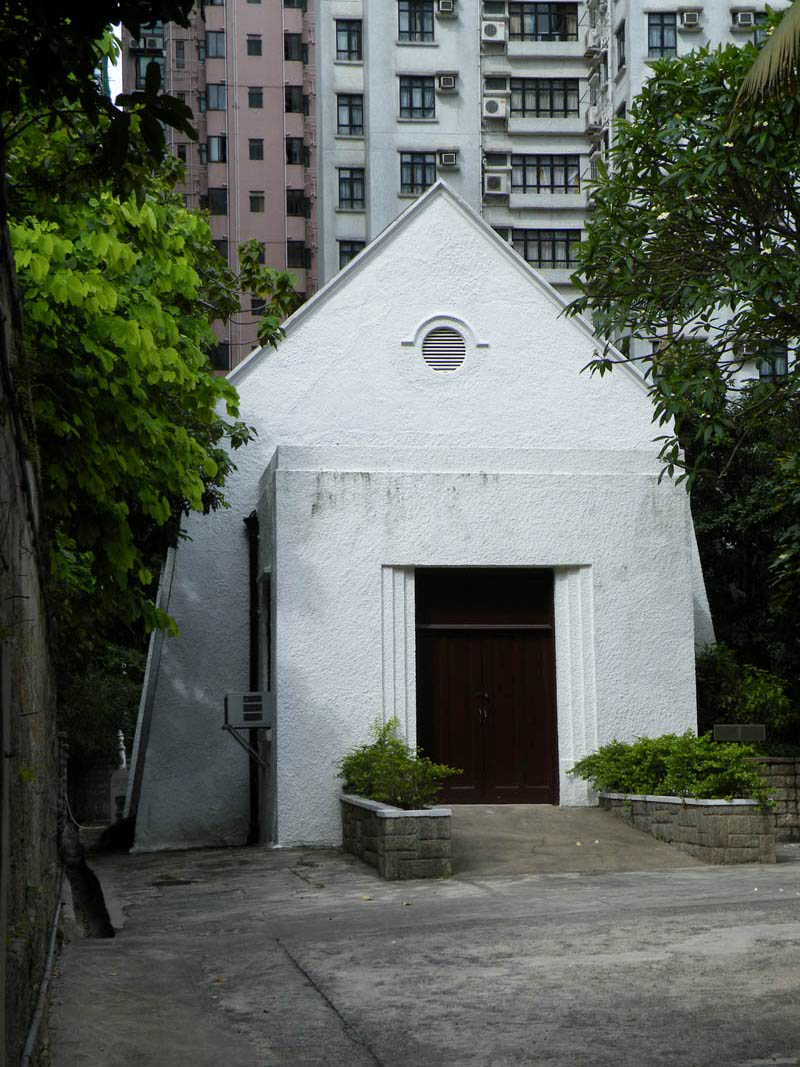
Часовня на территории еврейского кладбища

Гонконгское еврейское кладбище расположено в районе Хэппи-Вэлли. Оно основано в 1855 году благодаря пожертвованиям коммерсанта Дэвида Сасуна (формально британские власти подписали разрешительные документы на кладбище только в 1858 году). Сегодня кладбище со всех сторон окружено высотными жилыми домами, пройти к нему можно по узкому проходу между буддийским храмом и школой при нём. Это одно из немногих еврейских кладбищ Дальнего Востока, сохранившихся на исходном месте.
Кладбище ориентировано с востока на запад, большинство могил расположено у западного входа. Старейшая могила датирована 1857 годом. Похоронные списки свидетельствуют о том, что большинство умерших в первые годы существования кладбища были мужчинами, так как в тот период не принято было селиться в Гонконге со своими семьями. Население колонии отличалось большой текучестью, поэтому на 16 самых старых могилах отсутствуют имена похороненных там людей, лишь маленькие номера.
Сефардские могилы конца XIX века сгруппированы в восточной части кладбища, а ашкеназские — в западной, позади часовни. Сама часовня и другие небольшие строения появились в начале XX века, в период правления губернатора-еврея Мэтью Натана (1904—1907). В 1904 году был подписан 75-летний арендный договор на участок земли, примыкающий к кладбищу (в 1979 году он был продлён ещё на 75 лет).
На кладбище преобладают простые могилы, хотя первые надгробия были выполнены в виде массивных гранитных саркофагов. Сефардская семья Белилиос над своими могилами строила белые мраморные навесы в ионическом стиле. Семьи Кадури и Губбай, чьи могилы расположены вместе, предпочитали надгробия с узкими полированными гранитными саркофагами, накрытыми выступающими крышками. Часто надгробные камни украшены различными элементами — цветами, листвой, завитками или гирляндами. Единично встречаются сломанная колонна, что указывает на преждевременную смерть, и фотография на могиле, что свидетельствует о русской традиции. Надписи отличаются краткостью: лишь дата смерти, иногда — дата рождения, очень редко — место смерти. Большинство надписей сделаны на иврите и английском языке, реже встречаются надписи на арабском, русском или голландском языках.

### Образование

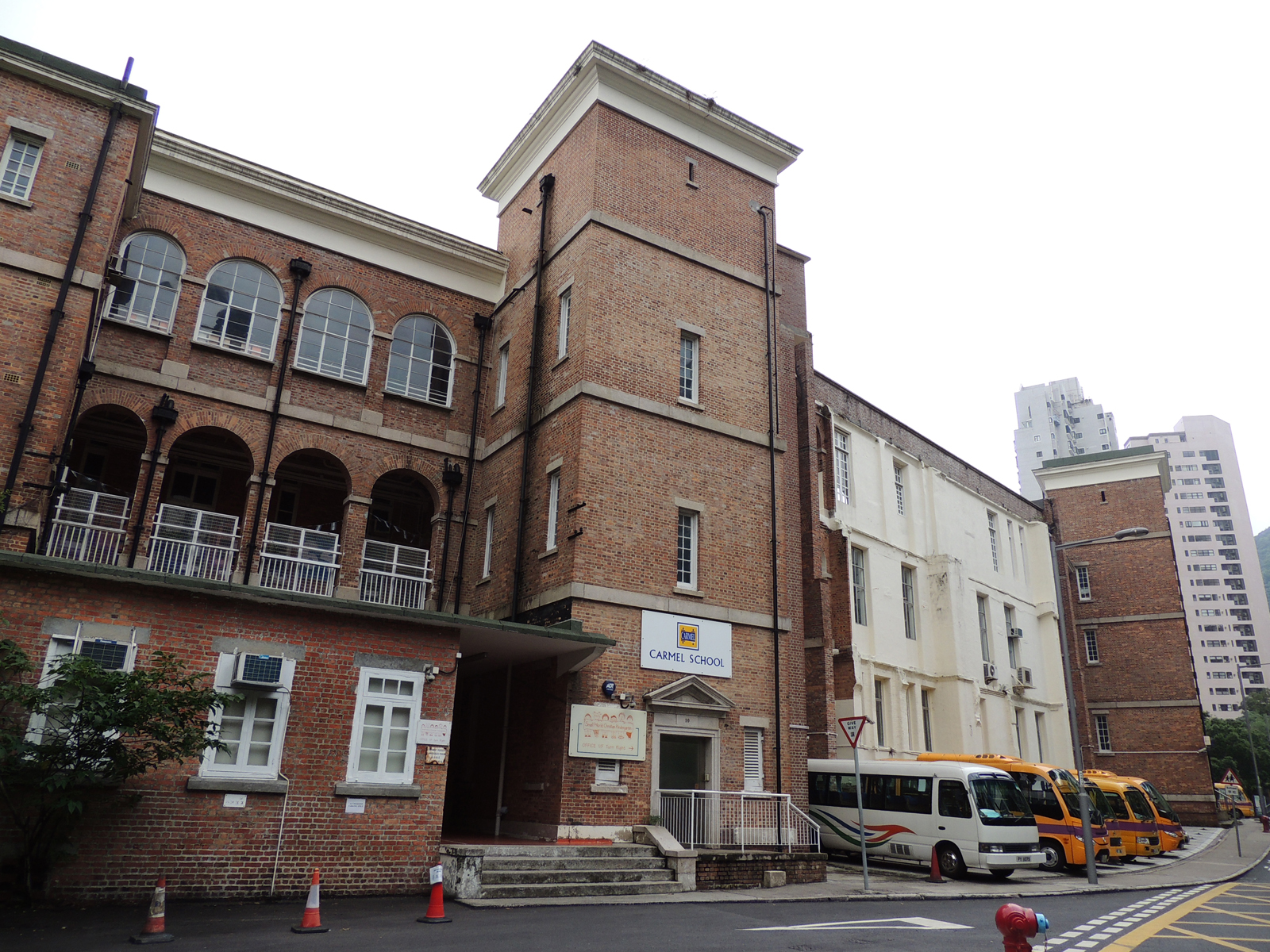
Школа Кармель в районе Мид-левелс

В гонконгском районе Саукэйвань базируется Ассоциация школы «Кармель» (англ. Carmel School Association), которая объединяет начальный учебный центр, дошкольное учреждение, начальную и среднюю школы. В трёх кампусах ассоциации учится 380 детей, в том числе и дети, один из родителей которых является евреем. К офису ассоциации примыкает средняя школа «Элса» (англ. Elsa High School), в которой обучаются и нееврейские ученики. В состав этой школы входят научные лаборатории, библиотека, классы музыки, искусства и дизайна, аудитория на 500 мест, залы для конференций и фитнеса, всепогодное поле с искусственным покрытием.
Дошкольное учреждение и начальная школа «Кармель» (англ. Carmel Elementary and Pre-school) расположены в районе Мид-левелс на улице Борретт-роуд. Ранее здесь находился Британский военный госпиталь, открывшийся в 1907 году. В 1967 году больница была перемещена в Коулун, а опустевшие здания военные передали колониальному правительству. В начале 1990-х годов восточное крыло бывшего госпиталя заняла еврейская дневная школа «Кармель», предоставляющая религиозное и светское образование по догматам ортодоксального модернизма. При школе имеются библиотека, музыкальные и художественные классы, классы информатики и программирования, классы специальной педагогики, крытый спортзал, игровые и спортивные площадки, общественный сад.
При Еврейском общественном центре, расположенном в районе Мид-левелс на улице Робинсон-роуд, действует начальный учебный центр (англ. Holly Rofé Early Learning Centre). В его состав входят крытый бассейн, спортивный зал и игровые площадки. В 1999 году Объединённая еврейская конгрегация Гонконга открыла собственную религиозную школу «Шорашим» (англ. Shorashim School). В 2010 году в Гонконге открылось местное отделение Всеизраильского движения бойскаутов «Цофим».

### Культура и спорт
В Еврейском общественном центре базируется Еврейское историческое общество Гонконга (англ. Jewish Historical Society of Hong Kong), основанное в 1984 году Денисом и Мэри Левенталь, а также Анитой Буксбаум при участии профессора C. Дж. Чана, изучавшего кайфэнских евреев. Общество разыскивает, исследует и сохраняет исторические материалы, посвящённые евреям и иудаизму в Гонконге и Китае, проводит выставки, лекции и семинары, издаёт книги и сборники документов. Библиотека Еврейского исторического общества считается одной из лучших в Азии по теме китайских евреев. Кроме того, в обществе хранится множество уникальных фотографий и документов, а также аудиозаписи интервью с членами еврейской общины. Также общество проводит групповые туры по историческим еврейским местам региона.
В 1999 году канадец Говард Элиас основал ежегодный Гонконгский еврейский кинофестиваль (англ. Hong Kong Jewish Film Festival), который в течение двух недель знакомит зрителей с лучшими игровыми и документальными фильмами со всего мира, посвящёнными различным аспектам еврейской тематики. Важную роль продолжает играть Ассоциация еврейских женщин Гонконга, основанная ещё в 1940-х годах для помощи еврейским беженцам из Шанхая. Она ежегодно реализует множество культурных, социальных и образовательных программ, а также собирает пожертвования для благотворительных организаций Израиля и нужд местного еврейского сообщества.
Израильское консульство в Гонконге курирует фестиваль израильского кино, проходящий раз в три года, а также детскую и взрослую футбольные команды спортивного объединения «Маккаби». Гонконгская еврейская община активно участвует в сборе средств для различных программ израильской организации «Керен ха-Йесод», ежегодно широко отмечает День независимости Израиля и Йом Ха-Зикарон, а также проводит акции в поддержку некоммерческих организаций Еврейский национальный фонд и «United Israel Appeal».
Видным деятелем гонконгской культуры был Карел Вайсс (1904—1994). Он изучал международную торговлю в Берлине и Вене, а затем начал работать на обувную компанию Baťa. Вайсс прибыл в Гонконг из Праги в 1933 году, в начале 1940-х годов занимался морскими перевозками и помогал еврейским беженцам, после войны был соучредителем влиятельного англоязычного журнала Far Eastern Economic Review (1946) и издательства Graphic Press. В 1955 году Вайсс написал «Гонконгский путеводитель», в 1956 году вышла его книга «Графическая карта Гонконга». Кроме того, Вайсс прославился как фотограф, снимавший уличную жизнь города, был чемпионом по бриджу, учил детей игре в шахматы.

### Кухня
Кошерными ресторанами Гонконга считаются мясной ресторан Sabra и молочный ресторан Waterside, расположенные в Еврейском общественном центре, ресторан Mul Hayam общины Кехилат Сион в Коулуне и ресторан Shalom Grill общины Шува Исраэль в Центральном районе. Почти все еврейские конгрегации Гонконга предоставляют услуги по доставке кошерной еды на дом или в отель, организации банкетов и выездных фуршетов.

## Антисемитизм
В различных изданиях широко распространён тезис об отсутствии в Гонконге антисемитизма. Ни один отчёт, опубликованный до Второй мировой войны, не упоминал о наличии антисемитизма в отношении гонконгских евреев. В ранний колониальный период зажиточных еврейских коммерсантов из Британии традиционно причисляли к числу «белых европейцев», то есть отождествляли с привилегированным классом британской колонии. Однако известны случаи, когда даже богатым купцам из числа багдадских евреев отказывали в членстве в элитарном Гонконгском клубе (основан в 1846 году), где отдыхали исключительно британские англикане из знатных семейств.

Синагога Охель Леа

Согласно опросу, проведённому в 1989 году, 83 % гонконгцев заявили о нейтральном отношении к евреям или были неосведомлены о жизни евреев, проживающих в городе, ещё 15 % жителей Гонконга отметили положительное к ним отношение (то есть были настроены филосемитически по отношению к еврейскому народу и его культуре). Стандартным объяснением такой статистики является то, что еврейское присутствие в Гонконге всегда было малочисленным, а выдающиеся представители общины отличались успехами в коммерции и филантропии, что также близко и китайской традиционной культуре.
Тем не менее, глубокое изучение еврейской истории и культуры никогда не было частью образовательной традиции китайцев. Большинство китайцев Гонконга не могло чётко объяснить разницу между государством Израиль и евреями и иудаизмом в целом. Поэтому трудно с уверенностью утверждать, что доминирующее нейтральное отношение к евреям исключает наличие скрытого антисемитизма.
Известна как минимум одна диффамационная статья, опубликованная в 1991 году в местной китайскоязычной газете Hong Kong Daily News, которая содержала обычные для антисемитской литературы высказывания («евреи прокляты», «евреи обманывают» и так далее). В ответ на возмущение еврейской общины города в газете был опубликован ответ, в котором сообщалось, что редакционную политику статья не нарушает. При подготовке иска к газете еврейская инициативная группа обнаружила, что в законодательстве Гонконга нет статьи, запрещающей подстрекательство к расовому насилию. Тем не менее, в китайскоязычной прессе антисемитизм не выходит за пределы единичных эпизодов, тогда как тон англоязычной прессы Гонконга всегда был несколько антиизраильским, что объясняется общим настроем европейской прессы.
Некоторые иммигранты, в том числе из мусульманских стран, перенесли свои антисемитские предубеждения в Гонконг. Особенно это стало заметно в 1987—1988 годах на фоне общественных противоречий, возникших вокруг плана перестройки принадлежащей евреям недвижимости. Противоречия касались вопроса реконструкции исторической синагоги Охель Леа и контроля за этим процессом со стороны властей. Спор дал повод голословно обвинить в местной англоязычной прессе как комитет синагоги, так и евреев в целом.
Длительное время единственной местной школой с высокими американскими образовательными стандартами была Гонконгская международная школа в Южном округе, принадлежащая Миссурийскому синоду Лютеранской церкви. Дети американских и европейских евреев, ходившие в эту школу, нередко сталкивались со строгими христианскими правилами (обязательное посещение часовни, изучение христианских догматов) и попытками прозелитизма со стороны отдельных учителей. В 2002 и 2003 годах в Гонконге проходили антисемитские манифестации, на которых участники использовали фотографии убитых евреев.